# Neu-Bornitz
Neu-Bornitz, obersorbisch Nowe Boranecyⓘ, ist ein Dorf im Nordosten des sächsischen Landkreises Bautzen. Es zählt zum offiziellen sorbischen Siedlungsgebiet in der Oberlausitz und gehört zur Gemeinde Radibor.